# Viseu (kommun i Brasilien, Pará, lat -1,30, long -46,32)
Viseu är en kommun i Brasilien.   Den ligger i delstaten Pará, i den nordöstra delen av landet, 1 600 km norr om huvudstaden Brasília. Antalet invånare är 56 681.
Följande samhällen finns i Viseu:
- Viseu

I omgivningarna runt Viseu växer i huvudsak städsegrön lövskog. Runt Viseu är det ganska glesbefolkat, med 29 invånare per kvadratkilometer.